# Alberto Conti

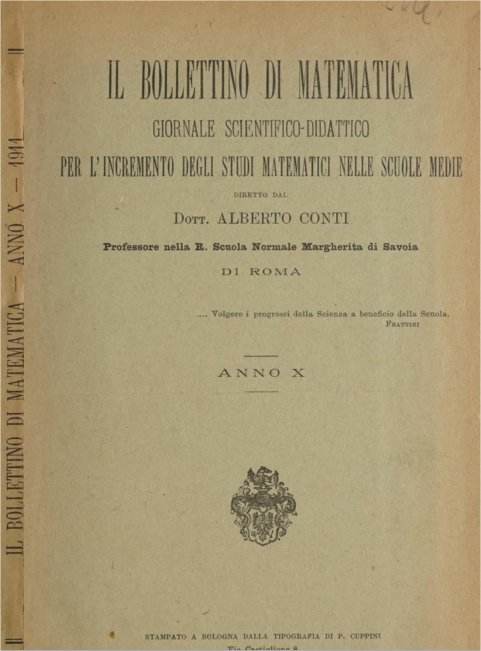
Bollettino di Matematica del 1911 consultabile in [https://archive.org/details/ilbollettinodima1011unse/page/n1/mode/2up

Alberto Conti (Firenze, 3 dicembre 1873 – Firenze, 18 ottobre 1940) è stato un matematico italiano.

## Biografia
Si era laureato a Pisa nel 1895, ove era stato alla Scuola Normale.
Dopo la laurea insegnò nelle scuole medie a Firenze.
Era noto per Il Bollettino di Matematica da lui fondato nel 1900 e diretto fino alla morte.
È stato autore di vari testi scolastici per le scuole elementari e medie.
Sposato con la nobile Emilia Giannuzzi-Savelli di Pietramala, ebbe quattro figlie e due figli.

## Opere
- Elementi di calcolo letterale con un'appendice sull'estrazione della Radice quadrata e cubica, ad uso della Iª normale, Bologna, Zanichelli, 1908
- Elementi di calcolo letterale, per la 3 classe tecnica, Bologna, Zanichelli, 1907
- Aritmetica, geometria e computisteria pratica, per la 1 classe del Corso integrativo d'avviamento professionale Firenze, R.Bemporad e F., 1926
- Aritmetica pratica. Ad uso delle scuole medie inferiori. Volume corredato di oltre 700 esercizi e problemi da risolvere, Firenze, R.Bemporad e Figlio, 1920
- Aritmetica pratica ad uso delle scuole medie inferiori, Firenze, R.Bemporad, 1923
- Elementi di calcolo letterale, ad uso dell'Istituto Magistrale, Bologna, Zanichelli, 1924
- Elementi di aritmetica razionale, ad uso degli allievi degli Istituti magistrali, Bologna, Zanichelli, 1933
- Prime nozioni di geometria. Ad uso della scuola Media Inferiore e della scuola secondaria di avviamento professionale, Firenze, R.Bemporad e Figlio, 1932
- Elementi di aritmetica razionale, ad uso degli allievi delle scuole normali, Bologna, Zanichelli, 1908